# Longer Fuse
Longer Fuse utkom 1977 och är ett album av den kanadensiske popsångaren Dan Hill.

## Låtlista
1. Sometimes When We Touch
2. 14 Today
3. In the Name of Love
4. Crazy
5. McCarthy's Day
6. Jean
7. You Are All I See
8. Southern California
9. Longer Fuse
10. Still Not Used To